# Juan Bautista Ambrosetti
Juan Bautista Ambrosetti (Gualeguay, Entre Ríos, 22 de agosto de 1865 - Buenos Aires, 28 de mayo de 1917), etnógrafo, folclorólogo y naturalista argentino.
Él y su discípulo Salvador Debenedetti son considerados los iniciadores en la Argentina de la ciencia arqueológica y pioneros también en las bases de la  etnografía que luego llevara al desarrollo de la antropología social argentina.

La jerarquía alcanzada por Ambrosetti en las ciencias antropológicas le dio una posición de privilegio en el ámbito científico nacional y extranjero. Vinculóse por lazos de amistad, o correspondencia intelectual con quienes en su tiempo, constituyeron las más altas expresiones científicas. La figura de Ambrosetti fue de las más conocidas en el mundo de las ciencias, por sus obras y por sus intervenciones en las reuniones científicas, de modo especial en los Congresos Internacionales de Americanistas.
F.Arce 

## Biografía
Era hijo del comerciante y empresario italiano Tomás Ambrosetti y de Rosa Antola. Se formó primero en el English College y luego en el Colegio Nacional de Buenos Aires. Estudiando en Buenos Aires trabó relaciones con Florentino Ameghino. Con casi 20 años se sumó a las expediciones de naturalistas que realizaron investigaciones en diferentes regiones del país, como la selva misionera o el desierto de Catamarca, y también en los montes santiagueños y en el Chaco y, de regreso, publicó sus experiencias bajo el seudónimo de Tomás Bathata. Poco después fue designado director de la sección Zoología del Museo Provincial de Paraná, donde trabajó con Pedro Scalabrini, profesor de la clase de geología. Su formación humanista se completó con Eduardo Ladislao Holmberg. Los cargos que ocupó en estos años y las instituciones que publicaron sus trabajos confirman su calidad de naturalista. Tuvo distintos puestos en el Instituto Geográfico Argentino, en la Sociedad Argentina de Enseñanza por medio de Proyecciones Luminosas, en la Sociedad Científica Argentina y en el Museo Argentino de Ciencias Naturales Bernardino Rivadavia, dirigido por Florentino Ameghino, aunque ya como encargado del área de arqueología.
Viajero e investigador incansable, realizó numerosas expediciones que enriquecieron los conocimientos de topografía, arqueología y etnografía del país. Representó por primera vez a la Argentina en el Congreso Científico de Nueva York, celebrado en 1902. También, en 1908, participó del Congreso de Americanistas de Viena. Intervino en la Junta de Historia y Numismática Americana entre 1901 y 1917 y en el Museo Arqueológico y Antropológico de Buenos Aires.
En 1904 gestionó la creación del Museo Etnográfico de la Facultad de Filosofía y Letras de la Universidad de Buenos Aires, del cual fue su primer director. Esta universidad lo nombró doctor honoris causa en 1910. Ya tenía reconocido perfil en los ámbitos científicos de América y de Europa; representando al país en numerosos congresos científicos internacionales.
Realizó publicaciones para el Zoológico de Buenos Aires, el Instituto Geográfico Argentino, la Sociedad Científica Argentina, el Museo Nacional de Buenos Aires, el Museo de La Plata y la Facultad de Filosofía y Letras (UBA), el Boletín de la Academia Nacional de Ciencias de Córdoba, la Escuela Positivista de Corrientes y el Investigador, y el Boletín Nacional de Agricultura. Ha dejado una bibliografía fundamental -más de 70 ensayos- para las distintas especialidades a las que se dedicó. Catalogó más de 20.000 piezas de flora y fauna. Entre sus muchas obras sobresalen Arqueología argentina, Supersticiones y leyendas, Los monumentos megalíticos de Tafí del Valle (1896), La civilización calchaquí, Los cementerios prehistóricos del Alto Paraná.
Además, se lo considera como el iniciador del estudio sobre bases científicas del folclore argentino. Su primer trabajo sobre folclore fue Materiales para el estudio del Folclore Misionero (1893). Su trabajo sentó bases para el estudio etnomusicológico. En 1960 en el "Primer Congreso de Folklore", en Buenos Aires, se le confirió el título de "Padre de la Ciencia Folclórica Argentina".

### Su hallazgo del Pucará de Tilcara

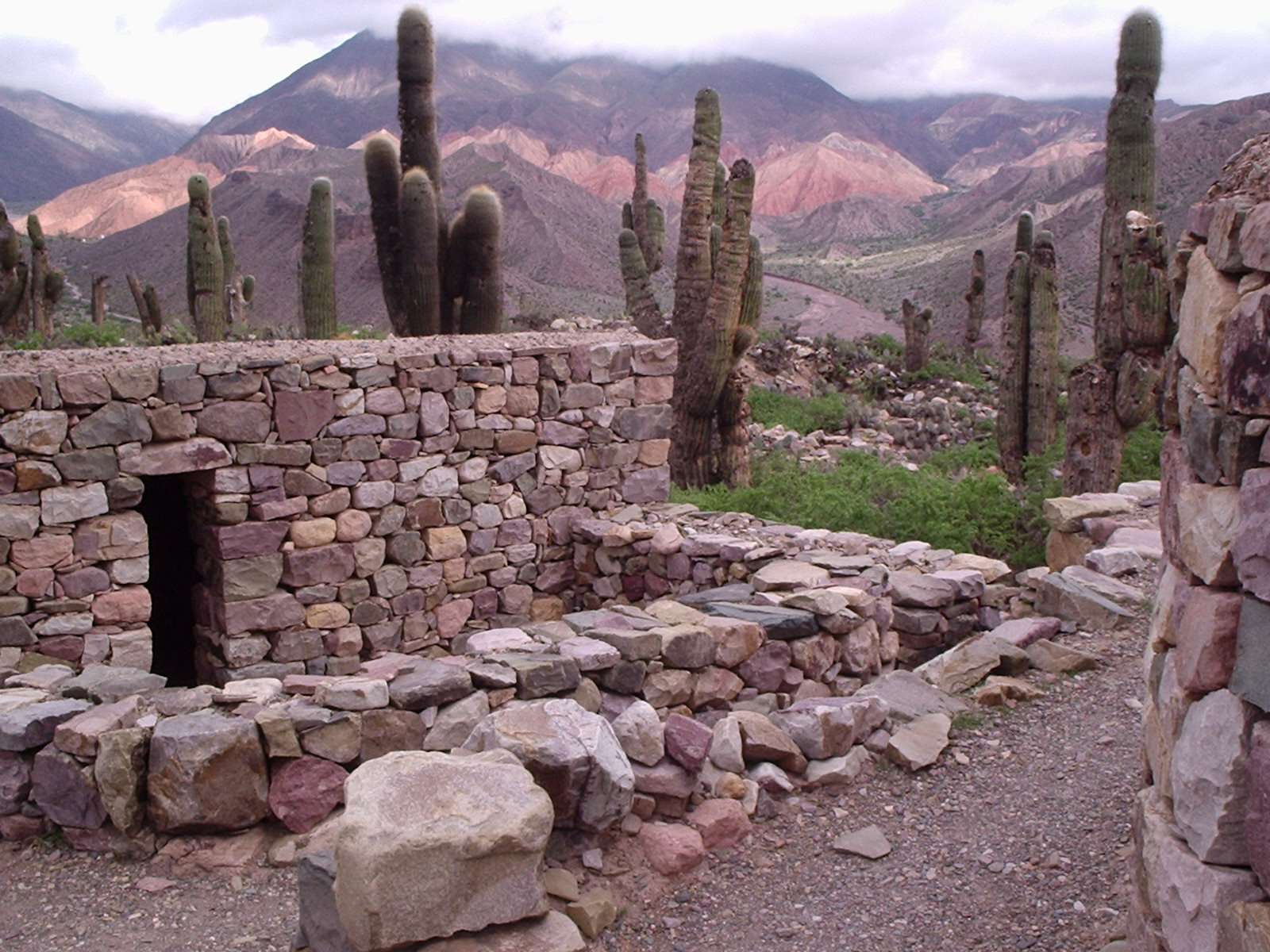
Vista del Pucará de Tilcara.

De las investigaciones arqueológicas de Ambrosetti, en la zona del noroeste argentino, sobresale su descubrimiento en 1908 del Pucará de Tilcara en la Quebrada de Humahuaca, que proporcionó rico material arqueológico y antropológico. En compañía de su discípulo, luego continuador de su obra Salvador Debenedetti, llegó en ese año a Tilcara en una de sus acostumbradas expediciones arqueológicas. Durante los veranos de tres años consecutivos exploraron el Pucará y extrajeron unas tres mil piezas. Estos materiales y sus observaciones permitieron formarse una idea de cómo era la vida de sus habitantes antes de la llegada de los españoles.
El museo que se encuentra junto a la pérdida ciudad de los Quilmes en los Valles Calchaquíes, recibe actualmente su nombre.

## Abreviatura (zoología)
La abreviatura Ambrosetti  se emplea para indicar a Juan Bautista Ambrosetti como autoridad en la descripción y taxonomía en zoología.